# Législature d'État du Dakota du Sud
Capitole de l'État du Dakota du Sud, Pierre

Carte des districts législatifs et des comtés du Dakota du Sud

La législature de l'État du Dakota du Sud (en anglais : South Dakota State Legislature) est l'organe législatif de l'État américain du Dakota du Sud.

## Structure
Elle se présente sous la forme d'un parlement bicaméral composé d'une chambre haute, le Sénat de 35 membres et d'une chambre basse, la Chambre des représentants de 70 membres. Les parlementaires sont élus tous les deux ans et ne peuvent remplir que quatre mandats successifs, soit huit ans, mais ils sont rééligibles ultérieurement.

## Siège
La législature se réunit dans le Capitole de l'État situé à Pierre, capitale du Dakota du Sud.

## Histoire
Le Parti républicain détient une super-majorité à la Chambre depuis les élections de 1976 et au Sénat depuis celles de 1996.

## Représentation
Lors de la 93e législature, qui a débuté le 8 janvier 2021, le Parti républicain contrôle les deux chambres de l'Assemblée législative avec 62 sièges sur 70 à la Chambre des représentants et 32 sièges sur 35 au Sénat.